# 宣公 (宋)
宣公（せんこう、? - 紀元前729年）は、春秋時代の宋の君主（在位前748年 - 前729年）。姓は子、名は力。武公の子。武公の後をうけて宋国の君主となった。在位19年。宣公は死の床にあって、子の與夷ではなく、弟の和に公位を譲ろうと、「父が死して子が継ぎ、兄が死して弟に及ぶは、天下の通義なり」と言った。和は3回辞退して受けた。 